# Boopis
Boopis es un género con 52 especies de plantas  de la familia Calyceraceae. 

## Especies seleccionadas
| - Boopis acaulis - Boopis agglomerata - Boopis alpina - Boopis ameghinoi | - Boopis andicola - Boopis anthemoides - Boopis araucana - Boopis australis |